# Dillon Simpson
Dillon Simpson (* 10. Februar 1993 in Edmonton, Alberta) ist ein ehemaliger kanadischer Eishockeyspieler und derzeitiger -trainer, der im Verlauf seiner aktiven Karriere zwischen 2010 und 2023 unter anderem 516 Spiele in der American Hockey League (AHL) auf der Position des Verteidigers bestritten hat. Zudem absolvierte Simpson drei Partien für die Edmonton Oilers in der National Hockey League (NHL). Sein Vater Craig Simpson war ebenfalls professioneller Eishockeyspieler und gewann zweimal den Stanley Cup.

## Karriere
Simpson spielte während seiner Juniorenzeit zunächst zwischen 2009 und 2010 für die Spruce Grove Saints in der Alberta Junior Hockey League (AJHL). Mit der Mannschaft sicherte sich der Verteidiger am Ende der Saison 2009/10 den Rogers Wireless Cup. Darüber hinaus wurde er als Rookie of the Year ausgezeichnet und ins All-Rookie Team der North-Division berufen. Im Anschluss an das erfolgreiche Jahr schrieb sich Simpson an der University of North Dakota ein, wo er von 2010 bis 2014 studierte. Parallel lief er für das Eishockeyteam der Universität in der Western Collegiate Hockey Association (WCHA) und National Collegiate Hockey Conference (NCHC), beides Divisionen im Spielbetrieb der National Collegiate Athletic Association (NCAA), auf. Zweimal gewann er in dieser Zeit die Divisions-Meisterschaft mit dem Team, erhielt erneut zahlreiche Ernennungen in Auswahlteams und wurde im NHL Entry Draft 2011 in der vierten Runde an 92. Stelle von den Edmonton Oilers, für die bereits sein Vater gespielt hatte, aus der National Hockey League (NHL) ausgewählt.
Im April 2014 wurde der Abwehrspieler von den Oilers unter Vertrag genommen und lief mit Beginn der Saison 2014/15 für das Farmteam Oklahoma City Barons in der American Hockey League (AHL) auf. Die Spielzeit 2015/16 verbrachte er beim neuen Kooperationspartner Bakersfield Condors – ebenfalls in der AHL. Ebenso startete er dort auch die Saison 2016/17, ehe er im November 2016 erstmals in den NHL-Kader Edmontons berufen wurde und Anfang Dezember debütierte. Nach vier Jahren in Edmonton wurde sein Vertrag nach der Saison 2017/18 nicht verlängert, sodass er sich als Free Agent im Juli 2018 den Columbus Blue Jackets anschloss. Dort kam er bis zum Ende der Spielzeit 2019/20 ausschließlich in der AHL bei den Cleveland Monsters zum Einsatz, ehe diese ihn im Oktober 2020 mit einem auf die AHL beschränkten Vertrag ausstatteten. Letztlich war der Abwehrspieler bis zum Sommer 2023 in Cleveland aktiv, die beiden letzten davon als Mannschaftskapitän, ehe der 30-Jährige seine aktive Karriere beendete.
Anschließend begann Simpson zur Spielzeit 2023/24 als Assistenztrainer an seiner Alma Mater, der University of North Dakota, zu arbeiten.

## Erfolge und Auszeichnungen
| - 2010 Rogers-Wireless-Cup-Gewinn mit den Spruce Grove Saints - 2010 AJHL North All-Rookie Team - 2010 AJHL Rookie of the Year - 2011 Broadmoor-Trophy-Gewinn mit der University of North Dakota | - 2012 Broadmoor-Trophy-Gewinn mit der University of North Dakota - 2012 WCHA All-Academic Team - 2013 WCHA All-Academic Team - 2014 NCHC First All-Star Team |

## Karrierestatistik
(Legende zur Spielerstatistik: Sp oder GP = absolvierte Spiele; T oder G = erzielte Tore; V oder A = erzielte Assists; Pkt oder Pts = erzielte Scorerpunkte; SM oder PIM = erhaltene Strafminuten; +/− = Plus/Minus-Bilanz; PP = erzielte Überzahltore; SH = erzielte Unterzahltore; GW = erzielte Siegtore; 1 Play-downs/Relegation; Kursiv: Statistik nicht vollständig)